# Rapi:t
Rapi:t（日语： Rapīto）是來往大阪難波與關西國際機場之間的特急列車，由南海電鐵營運，路線主要經南海本線。列車名為公開徵求，取自「快速」的德語。

## 服務
Rapi:t於1994年9月開通運營，約每隔30分鐘開出一班列車來往難波站及關西機場站之間，中途只停靠臨空城站、泉佐野站、天下茶屋站及新今宮站。雖然難波站有多條其他路線轉乘，但不少旅客選擇在新今宮站轉乘，這主要是因為新今宮站有大阪環狀線等主要幹線通過，且在新今宮站轉乘時所需的步行距離也較短之故。
由關西機場至新今宮站行車時間約為36分鐘，關西機場至難波全程則為39分鐘。票價為單程1350日圓（其中包括830日圓基本運費與520日圓的特急料金價格）。
Rapi:t的主要競爭對手是JR西日本的遙號列車（はるか），其價格較為高昂，但可直接到達新大阪、京都等多個主要車站。

## 停靠車站
Rapi:tα

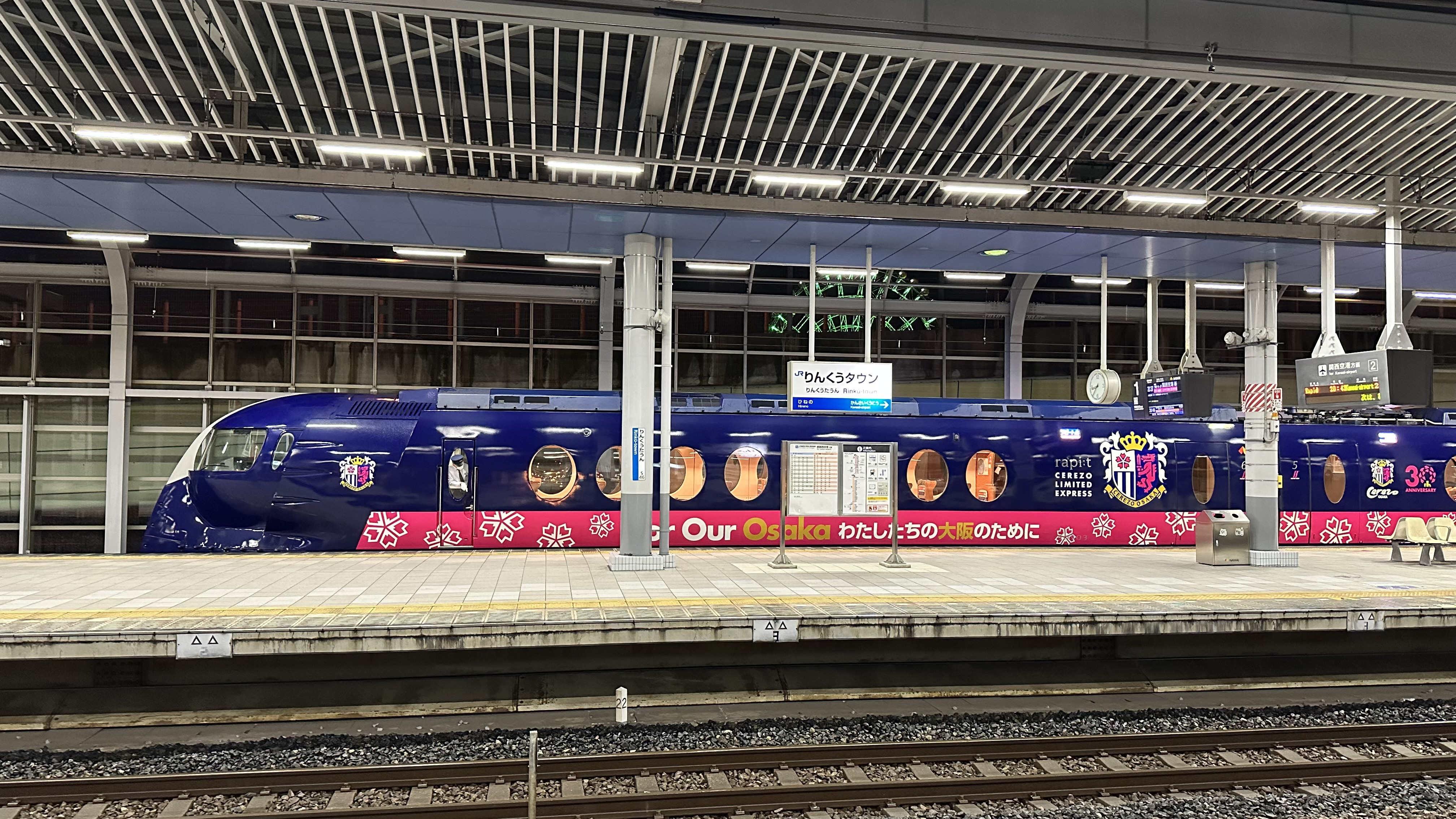
30周年纪念涂装的列车停靠于臨空城站月台

- 難波站 - 新今宮站 - 天下茶屋站 - 泉佐野站 - 臨空城站 - 關西空港站

Rapi:tβ
- 難波站 - 新今宮站 - 天下茶屋站 - 堺站 - 岸和田站 - 泉佐野站 - 臨空城站 - 關西空港站

## 使用車輛

### 現役車輛
- 南海50000系電聯車（Rapi:tα與Rapi:tβ）

## 外部連結
- Rapi:t網站（页面存档备份，存于）（日語）
  - 简体中文版網站（页面存档备份，存于）（简体中文）
  - 繁体中文版網站（页面存档备份，存于）（繁體中文）